# Al-ʿAdnānīya
Al-ʿAdnānīya (arabisch العدنانية, DMG al-ʿAdnānīya) oder Gir Zerk (auch Gir Zerek, Gir Zerik; kurdisch گر زه‌رک) ist ein jesidisches Dorf im Norden des Iraks. Es liegt im Distrikt Sindschar, südlich des Sindschar-Gebirges und etwa 15 km südwestlich der gleichnamigen Hauptstadt (Sindschar) des Distriktes im Gouvernement Ninawa. Der Ort gehört zu den umstrittenen Gebieten des Nordiraks.

## Geschichte
Al-ʿAdnānīya (Gir Zerk) ist ein sogenanntes Modelldorf (auch muǧammaʿāt genannt) und wurde zwischen 1965 und den 1970er Jahren gegründet. Für die Ansiedlung der Jesiden wurden andere jesidische Dörfer entvölkert. Im Jahr 1965 beschloss die damalige irakische Regierung die jesidischen Dörfer des Dschabal Sindschar zu zerstören und die Bewohner zur Umsiedlung zu zwingen. Die ca. 400 jesidischen Dörfer des Dschabal Sindschar wurden teilweise mit Bulldozern platt gewalzt und die Bewohner vertrieben. Das Baath-Regime bezeichnete diese erzwungenen Umsiedlungsmaßnahmen als Modernisierungsprojekte.
In den 1970er Jahren wurden viele jesidische Bewohner aus al-ʿAdnānīya (Gir Zerk) nach Siba Scheich Khidir (al-Jazirah) durch die damalige irakische Regierung zwangsumgesiedelt.
Seit dem Sturz Saddam Husseins 2003 wird das Dorf von kurdischen Peschmerga-Truppen besetzt, diese flüchteten am 2. August 2014 aus dem Dorf.
Am 3. August 2014 überfiel der Islamische Staat das Dorf und übernahm die totale Kontrolle über die ganze Sindschar-Region und verübte einen Völkermord an den Jesiden. Am 25. Mai 2017 haben irakische Streitkräfte und jesidische Milizen das Dorf vom IS befreit.